# Међународни суд правде
Међународни суд правде (МСП, обично називан Светски суд; енгл. International Court of Justice) је главни судски орган Уједињених нација. Седиште суда је у Палати мира у Хагу, Холандија.  Основан је 1945. године према одредбама Повеље Уједињених нација, а почео је са радом 1946. као наследник Сталног суда за међународно право. Статут Међународног суда правде, сличан статуту његовог претходника, је главни конститутивни документ који установљава и регулише рад Суда. МСП не треба мешати са Међународним кривичним судом, који такође потенцијално има „глобалну“ надлежност. Енглески и француски су два званична језика суда.
Рад Суда карактерише широк опсег судских активности. Главна функција је решавање правних парница које подносе државе и давање правних савета међународним органима и агенцијама. Број парница пред МСП-ом је био релативно мали, али од 1980-их је очито јачала воља да се користи Суд, нарочито међу земљама у развоју, иако су се Сједињене Државе повукле од присилног судства 1986, што значи да признају надлежност суда од случаја до случаја.

## Састав Суда
МСП чини петнаест сталних судија које бира Генерална скупштина и Савет безбедности УН са списка лица која номинују националне групе у оквиру Сталног арбитражног суда. Изборни процес је уређен у члановима 4-12 Статута МСП-а. Судије служе мандат од девет година и могу бити поново изабрани. Избори се одржавају сваке треће године, уз пензионисање трећине судија сваки пут, како би се осигурао континуитет у оквиру суда.
Ако судија умре за време мандата, пракса је да се изабере судија исте националности који би завршио мандат. Не могу бити изабрана двојица судија исте националности. Према члану 9, чланство Суда треба да представља „главне облике цивилизације и највише правне системе света“. У суштини, ово представља опште право, цивилно право и социјалистичко право (данас посткомунистичко право). Од 1960-их свака од пет сталних чланица Савета безбедности (Француска, Кина, Русија, Уједињено Краљевство, и Сједињене Државе) су увек имале судију у МСП-у. Изузетак је Кина (република Кина до 1971, народна Република Кина од 1971. па надаље), која није имала свог судију у Суду од 1967. до 1985, зато што није предложила кандидата. Правило о геополитичком саставу радног стола постоји упркос чињеници да не постоји одредба о томе у Статуту Међународног суда правде.
Члан 2 Статута одређује да све судије треба да буду „изабране без обзира на њихову националност међу лицима високог моралног карактера“, који су или квалификовани за највишу судску дужност у својим земљама или познати као правници са одговарајућим познавањем међународног права. Независност суда је описана у члановима 16-18. Судија МСП-а не може да буде ни на једном другом положају, нити да ради као саветник. Судија може бити разрешен дужности једино тајним гласањем осталих чланова Суда. Упркос овим правилима, независност судија МСП-а је често довођена у питање. На пример, током процеса Никарагва против Сједињених Држава, Сједињене Државе су издале званично саопштење којим је речено да не могу да издају осетљиве материјале пред Судом због присуства судија из држава Источног блока.
Судије могу издати заједничку пресуду или дати засебна мишљења. Одлуке и саветодавна мишљења доносе се већином, а у случају подједнаке поделе мишљења, одлука председника је одлучујућа. Судије могу дати и засебна мишљења у супротности са осталима.

### судије
Члан 31 Статута утврђује процедуру по којој ad hoc судије заседају на тежим парницама пред Судом. Овај систем омогућава свакој од страна у тим парницама да именују судију по свом избору (обично њихове националности), ако се судија њихове националности већ не налази у процесу. Ad hoc судије у потпуности учествују у одлучивању, поред сталних судија. Стога, могуће је да чак седамнаест судија учествује у некој парници.
Овај систем може изгледати чудно када се упореди са домаћим судовима, али његова сврха је да охрабри земље да подносе парнице пред Суд. На пример, ако држава зна да ће имати судског службеника који може учествовати у разматрањима случаја и понудити осталим судијама мишљење из перспективе те државе, та земља онда може бити вољнија да се обрати надлежности Суда. Иако овакав систем не одговара у потпуности природи овог Суда, обично има мале практичне последице. Ad hoc судије обично (али не и увек) гласају у корист државе која их је именовала и стога анулирају сопствене гласове.

### Судска већа
Уобичајено, Суд заседа у пуном саставу, али у последњих петнаест година у одређеним приликама је заседао по судским већима. Чланови 26-29 Статута дозвољавају Суду да формира мања већа, обично од три или пет судија, који би разматрали случај. Два типа већа су предвиђени према члану 26: први, већа посебне категорије случајева, и други, формирање ad hoc већа за саслушавање појединачних случајева. Године 1993. успостављено је посебно веће, према члану 26 (1) Статута МСП-а, како би се бавило питањима животне средине (иако ово веће никада није коришћено).
Ad hoc већа су много чешће састављана. На пример, веће је коришћено при саслушању Случај Мајнски залив (Сједињене Државе против Канаде). У том случају, стране су јасно дале до знања да ће повући случај уколико Суд не именује судије у веће које су прихватљиве за обе стране. Пресуде већа имају мањи значај него пресуде целог суда.

### Тренутни састав
Судски састав је следећи:
- Председник: Петер Томка (Словачка)
- Потпредседник: Бернардо Сепулведа Амор (Мексико)

Поред председника и потпредседника, судије МСП-а су:
- Хисаши Овада (Јапан)
- Рони Абрахам (Француска)
- Сер Кенет Кејт (Нови Зеланд)
- Мухамед Бинуна (Мароко)
- Леонид Скотников (Руска Федерација)
- Антонио Августо Кансадо Триндаде (Бразил)
- Абдулкави Јусуф (Сомалија)
- Сер Кристофер Џон Гринвуд (Уједињено Краљевство)
- Сја Ханчин (Кина)
- Џоен Донихју (Сједињене Америчке Државе)
- Ђорђо Гаја (Италија)
- Џулија Себутинде (Уганда)
- Далвир Бандади (Индија)

## Примена права
При одлучивању о случају, Суд консултује међународно право као што је предвиђено чланом 38. Члан 38 Статута МСП предвиђа да при доношењу одлуке Суд мора узети у обзир међународне конвенције, међународне обичаје, и „цивилне правне принципе које признају цивилизоване нације“. Такође се може позвати на академска писања и претходне судске одлуке како би се помогло тумачење закона, иако Суд није формално обавезан на своје претходне одлуке према доктрини изненадног одлучивања. Одлуке Суда обавезују само стране у појединачним парницама, а не све земље. Према члану 38 (1) (д), међутим, Суд може поново разматрати претходно донесене одлуке. У стварности, МСП ретко поништава своје претходно донете одлуке и третира их као преседан на сличан начин као и врховни суд у цивилном правном систему. Поред тога, међународни правници често се руководе пресудама МСП-а као пресудама од највише вредности.
Ако се стране сложе, могу дат Суду слободу да одлучује ex aequo et bono („добро и правично“), дајући слободу МСП-у да донесе непристрасну одлуку засновану на томе шта је правично под датим околностима. Суд који се руководи принципом ex aequo et bono на неки начин делује слично посреднику. Међутим, ова одредба још није коришћена у судској историји.

## Надлежност
| Учесници након УН чланства Учесници пре приступања УН под чланом 93 Посматрачке државе УН које нису учесници |

Према члану 93 повеље УН, свих 193 чланица УН су аутоматски странке по статуту суда. Чланице изван УН такође могу да постану станке судског статута под чланом 93(2) процедуре. На пример, пре него што је постала земља чланица УН, Швајцарска је користила ову процедуру 1948. године да постане странка, а Науру је постао странка 1988. године. Када држава постане странка по статуту суда, она има право да учествује у предметима пред судом. Међутим, то што је земља странка по статуту не даје аутоматски надлежност суду над споровима који укључују ту странку. Питање надлежности разматра се у три типа судских случајева: спорна питања, инцидентална надлежност и саветодавна мишљења.

### Спорна питања
У спорним случајевима (супарничким поступцима у којима се тражи решавање спора), Међународни суд правде доноси обавезујућу одлуку између држава које се слажу да прихвате пресуду суда. Једино државе могу да буду странке у спорним случајевима. Индивидуе, корпорације, делови федерација, невладине организације, УН органи и самоопредељене групе су искључене из директног учешћа у случајевима, мада суд може да прима информације од јавних међународних организација. Ово не спречава да недржавни интереси буду предмет поступка ако држава поднесе предмет против другог. На пример, држава може, у случајевима „дипломатске заштите”, да поднеси случај у име једног од својих држављана или корпорација.

### Инцидентална надлежност
До доношења коначне пресуде, суд је надлежан да нареди привремене мере за заштиту права странке у спору. Једна или обе стране у спору могу поднети захтев суду за издавање привремених мера. У случају „Граничног спора”, обе стране у спору, Буркина Фасо и Мали поднели су захтев суду да наведе привремене мере. Инцидентална надлежност суда произилази из члана 41 статута. Као и коначна пресуда, налог за привремене мере суда обавезујући су за државе уговорнице спора. Међународни суд правде има надлежност да наведе привремене мере само ако је надлежност prima facie задовољена.

### Примери спорних случајева
- Жалба Сједињених Држава из 1980. године да је Иран ухапсио америчке дипломате у Техерану у супротности са међународним правом.[10]
- Спор између Туниса и Либије у вези са разграничењем континенталног прага између њих.[11]
- Жалба Ирана након рушења Иранског лета 655 помоћу вођене ракетне крстарица САД.[12]
- Спор око поморске границе која дели САД и Канаду у области Залива Мејна.[13]
- Жалба Савезне Републике Југославије против земаља чланица Организације северноатлантског пакта у вези са њиховим радњама у рату на Косову. Ово је одбијено 15. децембра 2004. због недостатка надлежности, СРЈ није била странка по статуту суда у време када је поднела захтев.[14]
- Жалба Републике Македоније (бивше југословенске Републике Македоније) да Грчка, стављајући вето на њен приступ у НАТО, крши Привремени споразум од 13. септембра 1995. године[15] између две земље. Одлука је донета у корист Македоније 5. децембра 2011.[16]
- Жалба Демократске Републике Конго да су њихов суверенитет повредила Уганда и да је ДРК изгубила ресурсе вредне више милијарди долара,[17] пресуђена је у корист ДРК.[18]
- Жалба Индије по питању смртне казне коју је Пакистански војни суд пресудио индијском држављанину.[19] Пакистан је ухапсио Кулбушана Џардава, индијског држављанина због наводне шпијунаже и субверзивне активности.

### Предавања
- The ICJ in the Service of Peace and Justice, Conference organized on the Occasion of the Centenary of the Peace Palace
- Lecture by Awn Shawkat Al-Khasawneh entitled Reflections on the Jurisdiction of the International Court of Justice in the Lecture Series of the United Nations Audiovisual Library of International Law
- Lecture by Mohamed Bennouna entitled La Cour internationale de Justice, juge des souverainetés? in the Lecture Series of the United Nations Audiovisual Library of International Law
- Lecture by Philippe Couvreur entitled La Cour internationale de Justice in the Lecture Series of the United Nations Audiovisual Library of International Law
- Lecture by Vera Gowlland-Debbas entitled The International Court of Justice as the Principal Judicial Organ of the United Nations in the Lecture Series of the United Nations Audiovisual Library of International Law
- Lecture by Mariko Kawano entitled Some Salient Features of the Contemporary International Disputes in the Precedents of the International Court of Justice in the Lecture Series of the United Nations Audiovisual Library of International Law
- Lecture by Mariko Kawano entitled International Court of Justice and Disputes Involving the Interests of Third Parties to the Proceedings or the Common Interests of the International Community as a Whole or of the Community Established by a Convention in the Lecture Series of the United Nations Audiovisual Library of International Law
- Lecture by Edward McWhinney entitled Judicial Activism and the International Court of Justice in the Lecture Series of the United Nations Audiovisual Library of International Law
- Lecture by Alain Pellet entitled Conseil devant la Cour internationale de Justice in the Lecture Series of the United Nations Audiovisual Library of International Law
- Lecture by Jiuyong Shi entitled The Present and Future Role of the International Court of Justice in the Peaceful Settlement of International Disputes in the Lecture Series of the United Nations Audiovisual Library of International Law